# Puente Manuel Giménez Abad
El puente Manuel Giménez Abad (así llamado por Manuel Giménez Abad, líder del PP en Aragón asesinado en un atentado terrorista de ETA) es un puente sobre el río Ebro en Zaragoza (Aragón, España).

## Descripción

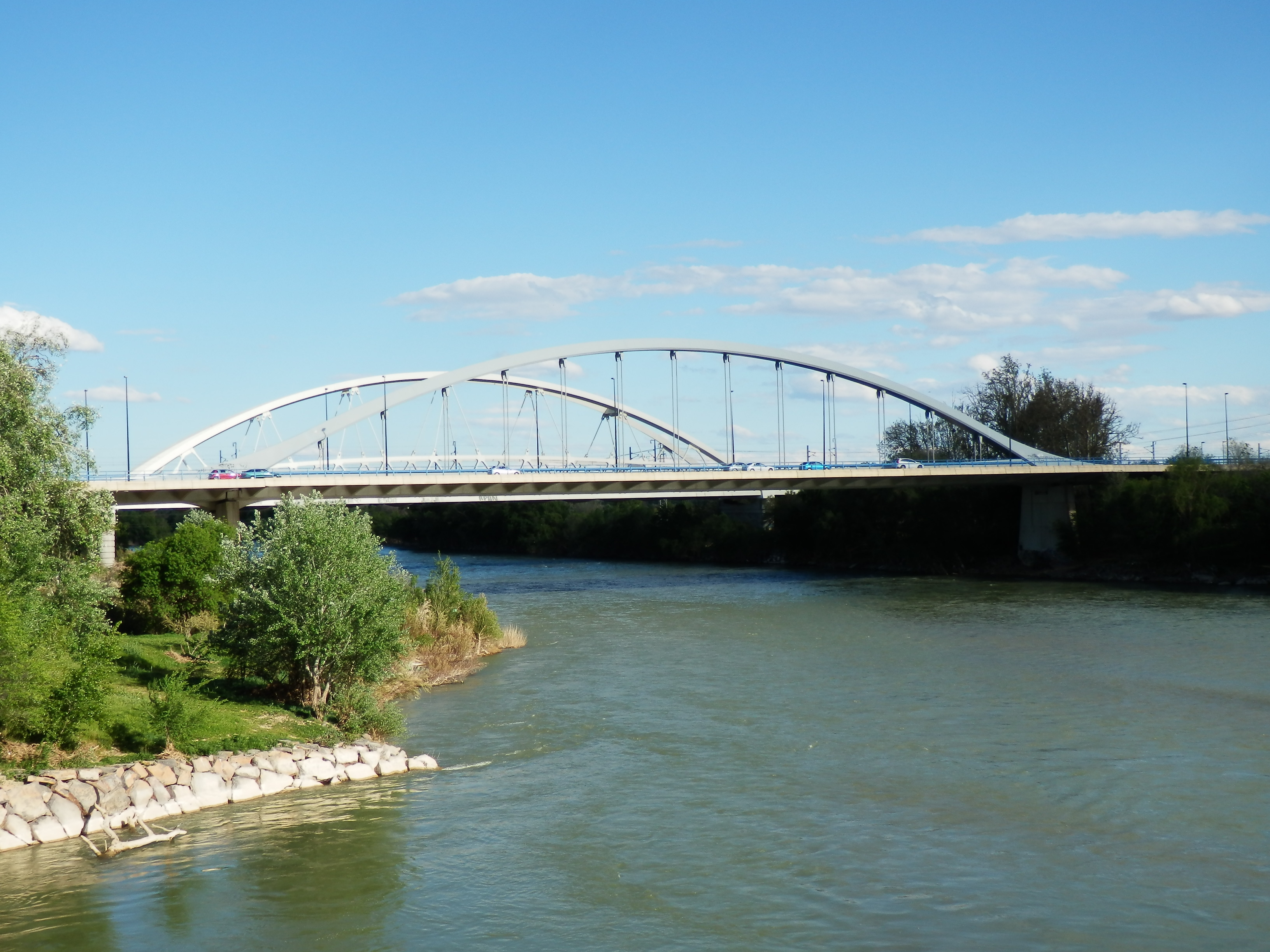
Aspecto del Puente Manuel Giménez Abad

Fue ideado por Javier Manterola, que le dio su forma de arco a lo largo de toda su longitud. Conecta Las Fuentes con Vadorrey, en la Margen Izquierda y supuso el cierre de la Z-30, cinturón de circunvalación de la ciudad, por el Este cuando fue inaugurado en septiembre del 2002. El ayuntamiento de Zaragoza situó en el mismo un monumento al político fallecido.
Dividido en tres partes, una central y dos laterales, independientes estructuralmente, el vano central llega a los 120 metros. Está construido en acero y hormigón.